# 唐拳
唐拳，為中國武術流派之一，托名为唐高祖李渊第三子李元霸所创。清朝末年時主要流行在河北省。

## 源流
1911年，河北籍军人王少成将唐拳传予湖北人丁鸿奎，後來逐渐传播到武汉等地，拳法又名為八卦唐拳，拳路偏向長拳一派。

## 套路
唐拳计有108手，步型有弓、马、虚、仆、歇等步。步法有提 落、进撤、闪展、鸡蹲、盖步、偷步、击步等，以 走、转、起、落、跳、站六字为要练功；腿法有：单 蹬腿、连环跳、分心点、侧身踩等；手法有推、 托、领、带、搬、扣、将、点、擒、拿等十字法；身法有：掉、卷、鹰、翻、遁、化六法。
器械方面有八卦双捶、八卦剑、八卦枪、八卦单刀、八卦双刀、太师鞭、二郎棍等。

## 來源
- 裴锡荣; 张山. . 江苏科学技术出版社. 1994. ISBN 7534518423.